# Astrup-Fearnleymuseum
Het Astrup-Fearnleymuseum (Noors: Astrup Fearnley Museet) is een particulier museum voor hedendaagse kunst in de Noorse hoofdstad Oslo. Het werd in 1993 opgericht om de collecties tentoon te stellen van de Thomas Fearnley-stichting en de Heddy en Nils Astrup-stichting, beide van families die fortuin hadden gemaakt in de scheepsbouw. Later werden de collecties samengevoegd.

## Gebouw
Bij de oprichting van het museum in 1993 was het museum gevestigd in de Dronningensgate te Oslo. Op 29 september 2012 werd een nieuw gebouw van de hand van architect Renzo Piano ingehuldigd. Aan het museum, dat zich in het kustdistrict Tjuvholmen te Oslo bevindt, werd drie jaar gebouwd. De kosten bedroegen 90 miljoen euro.

## Collectie
De collectie van hedendaagse kunst is deels van Noorse oorsprong, maar bestaat ook uit internationale werken van onder anderen Jeff Koons, Damien Hirst, Olafur Eliasson, Richard Prince, Cindy Sherman en Cai Guo-Qiang. Er is ook een beeldenpark bij het museum met onder andere werken van Louise Bourgeois, Franz West en Anish Kapoor.